# NGC 2398
NGC 2398 est une paire de galaxies spirales située dans la constellation des Gémeaux. Cette paire a été découverte par l'astronome français Édouard Stephan en 1885.

## Caractéristiques
Ces deux galaxies sont de type spirale. Les vitesses de récession des deux galaxies sont un peu différentes (8955 km/s pour PGC 21165 et 9601 km/s pour PGC 21157), mais les incertitudes sur les mesures du décalage vers le rouge font en sorte qu'elles pourraient bien être très rapprochées l'une de l'autre et donc être en interaction gravitationnelle. Consultez les articles NGC 2398-1 (PGC 21165) et NGC 2398-2 (PGC 21157) pour leurs caractéristiques physiques.